# Ugo Locatelli
Ugo Locatelli (5. februar 1916 - 28. maj 1993) var en italiensk fodboldspiller (angriber/midtbane).
Locatelli blev verdensmester med Italiens landshold ved EM 1938 i Frankrig, og spillede samtlige italienernes fire kampe i turneringen. Han nåede i alt at spille 22 landskampe, og var også med til at vinde guld ved OL 1936 i Berlin.
På klubplan spillede Locatelli for henholdsvis Atalanta, Brescia, Ambrosiana-Inter og Juventus. Han vandt to italienske mesterskaber med Ambrosiana-Inter og ét med Juventus